# Sándor Holczreiter
Sándor Holczreiter, född 18 juli 1946 i Füzesabony, död 14 december 1999 i Tatabánya, var en ungersk tyngdlyftare.
Holczreiter blev olympisk bronsmedaljör i 52-kilosklassen i tyngdlyftning vid sommarspelen 1972 i München.